# Tower Building (New York)

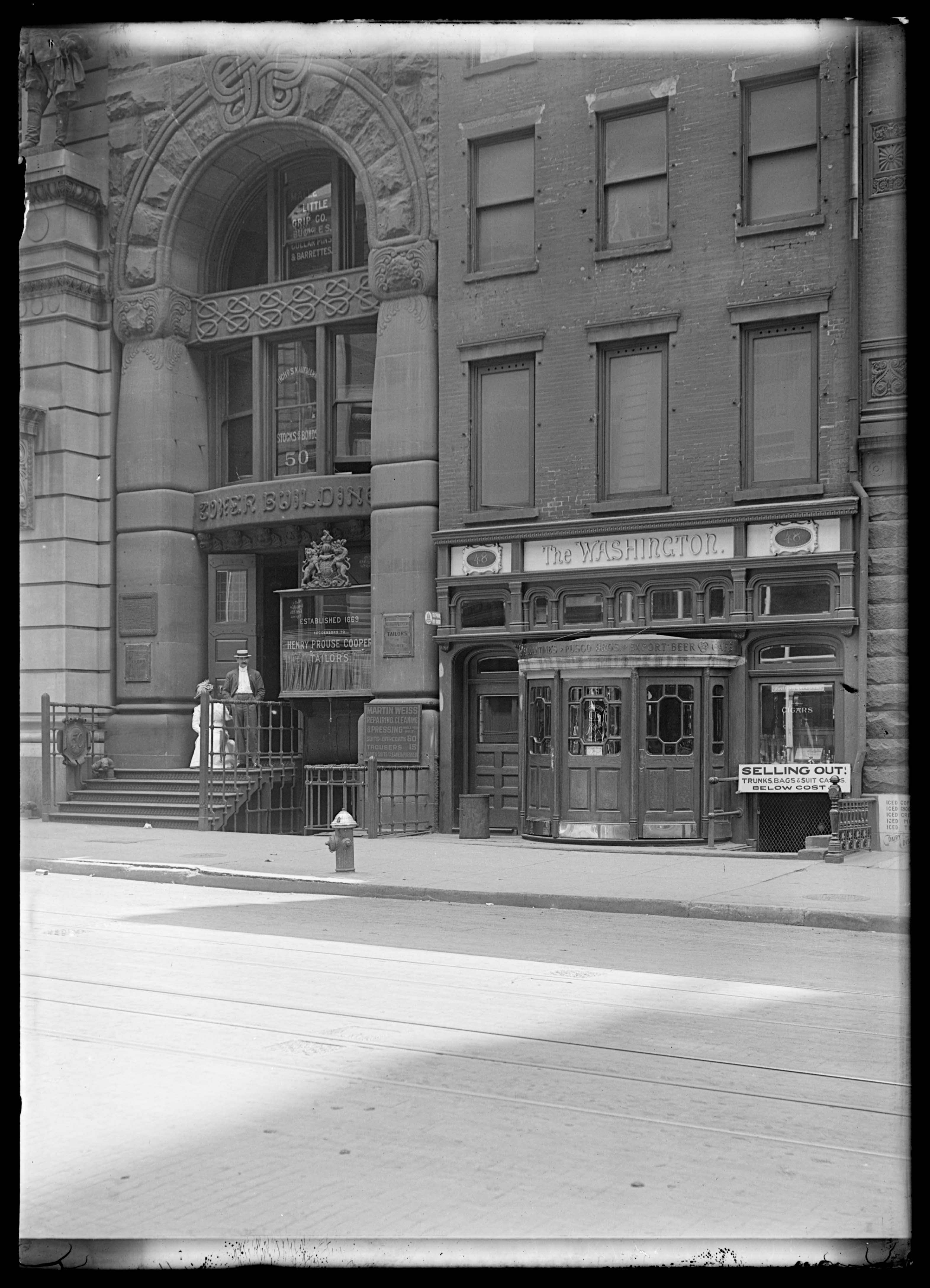
Eingang des Tower Buildings (links)

Das Tower Building war ein Hochhaus in Lower Manhattan in New York City.
Das Gebäude wurde von Bradford Lee Gilbert entworfen und von 1888 bis 1889 gebaut. Es wird häufig als der erste Wolkenkratzer der Welt bezeichnet und war eines der frühesten Hochhäuser in Stahlskelettbauweise. Es stand im Financial District von Manhattan am Broadway und trug die Adresse „50 Broadway“. Das Grundstück war entlang des Broadway nur 6,6 m breit. Nach hinten erstreckte sich das 48 m hohe Hochhaus um 33 m. In den nächsten zwei Jahrzehnten stieg die Anzahl der Wolkenkratzer in der Umgebung rasant, darunter waren das Manhattan Life Insurance Building von 1895 und das Knickerbocker Trust Building von 1909, die nördlich an das Tower Building angrenzten. Das zwölfstöckige Tower Building wurde bereits 1913 abgerissen und durch ein vierstöckiges Gebäude ersetzt. Zu diesem Zeitpunkt erreichte das höchste Gebäude der Stadt, das Woolworth Building, schon 241 m.

## Weblink
- The Tower Building

## Einzelnachweis
1. ↑  Auf der Spur des Tower Buildings, 12. April 2009; nygeschichte.blogspot.com (abgerufen am 23. November 2019)

Koordinaten: 40° 42′ 24,1″ N, 74° 0′ 44,3″ W